# Írán na Letních olympijských hrách 2016
Írán na Letních olympijských hrách 2016.

## Medailisté
| Medaile | Jméno          | Sport     | Disciplína              |
| ------- | -------------- | --------- | ----------------------- |
| Zlato   | Kjánúš Rostamí | Vzpírání  | Muži 85 kg              |
| Zlato   | Sohráb Morádí  | Vzpírání  | Muži 94 kg              |
| Zlato   | Hasan Jazdání  | Zápas     | Muži volný styl 74 kg   |
| Stříbro | Komejl Gásemí  | Zápas     | Muži volný styl 125 kg  |
| Bronz   | Saíd Abdeválí  | Zápas     | Muži řecko-římský 75 kg |
| Bronz   | Gásem Rezáí    | Zápas     | Muži řecko-římský 98 kg |
| Bronz   | Kimia Alizadeh | Taekwondo | Ženy 57 kg              |
| Bronz   | Hasan Rahímí   | Zápas     | Muži volný styl 57 kg   |